# Binding
Binding – tłumaczone w żargonie muzycznym jako „ożyłkowanie”, odnosi się do różnego rodzaju instrumentów strunowych. 
W zależności od producenta i technologii jest to taśma o szerokości od 2 do 6 milimetrów i grubości od 1 do 3 mm, wklejana w zafrezowane w płycie wierzchniej i spodniej instrumentu rowki. W drogich lutnicznych instrumentach binding wykonuje się z wysokich gatunkowo drewien, mających tendencję do „mienienia się” w świetle - jawor falisty, klon tygrysi, snakewood, etimoe. W tańszych instrumentach jest to PVC lub inne tworzywa sztuczne. 
W warunkach warsztatowych jest to bardzo precyzyjna i trudna praca, dlatego też nierzadko wiąże się ze sporymi dopłatami do instrumentu.